# Rede de pesca

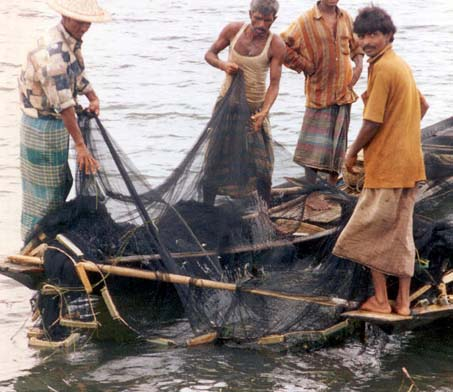
Utilização de rede de pesca.

Redes de pesca são aparelhos para pescar flexíveis, construídos principalmente com panos de rede, geralmente de fibras relativamente delgadas e com malhas de tamanho menor que a menor dimensão dos peixes ou mariscos que se pretendem capturar com elas.
Existem quatro tipos básicos de redes de pesca:
- As redes de arrasto;
- As redes de emalhar;
- As redes de cerco;
- A tarrafa.

Estes são os tipos encontrados tanto na pesca artesanal, como na industrial; no entanto, na pesca artesanal encontram-se muitas variantes destes tipos básicos.
As redes, como material, são também utilizadas na construção de outras artes de pesca, como as gaiolas.
Na maioria dos países existe legislação rigorosa acerca do uso de redes pois não se deve usar redes com tamanho suficiente para capturar os peixes juvenis, pois isso impede as espécies de se reproduzirem, o que pode levar à diminuição dos stocks piscícolas e até à extinção de espécies.